# Adolf Möller
Adolf Möller (ur. 25 października 1877 w Hamburgu, zm. 10 listopada 1968 tamże) – niemiecki wioślarz, brązowy medalista olimpijski.
Wystąpił na igrzyskach olimpijskich w Paryżu w 1900, gdzie niemiecka osada Favorite Hammonia w składzie: Wilhelm Carstens, Julius Körner, Adolf Möller, Hugo Rüster i sternik Max Ammermann zdobyła brązowy medal w czwórkach ze sternikiem. Do srebrnych medalistów, Francuzów z Club Nautique de Lyon Niemcy stracili 0,2 sekundy.
Został też zgłoszony do startu w jedynkach podczas igrzysk olimpijskich w St. Louis w 1904, jednak ostatecznie nie wystartował.
Następnie przeprowadził się do Berlina, gdzie reprezentował barwy klubu Berliner RK Hellas, z którym zdobył mistrzostwo kraju w czwórkach ze sternikiem w 1907 roku.